# Montage cascode
 (février 2013).
Si vous disposez d'ouvrages ou d'articles de référence ou si vous connaissez des sites web de qualité traitant du thème abordé ici, merci de compléter l'article en donnant les références utiles à sa vérifiabilité et en les liant à la section « Notes et références ».
Le montage cascode, à ne pas confondre avec le montage en cascade, associe deux transistors de caractéristiques différentes (ils peuvent être tous deux bipolaires, tous deux à effet de champ, ou un de chaque). Chaque transistor apporte dans le montage un avantage propre (rapidité pour l'un, sensibilité à la lumière ou capacité de supporter une tension élevée pour l'autre). Le cascode permet de combiner les avantages de chacun dans l'hybride. Dans le cascode, les deux transistors sont montés en série, c'est-à-dire qu'ils sont traversés par le même courant.
Un amplificateur à cascode à tubes utilise une double triode dont la première est attaquée normalement par la grille, tandis que la plaque est reliée à la cathode de la deuxième section, dont la grille est à la masse. On obtient un grand gain et un faible bruit. À transistors, le montage associe deux transistors, le collecteur du premier étant relié à l'émetteur du second.

## Exemple
Un des principaux types de montage cascode consiste à associer un phototransistor (dont la capacité de Miller limite la vitesse de variation de tension du collecteur) avec un transistor bipolaire plus rapide. Dans un tel montage, le phototransistor travaille « en courant » avec une tension {\displaystyle V_{CE}} constante, mode dans lequel il est le plus rapide. La conversion en tension, qui constitue le signal utile, est assurée par l'autre transistor.

montages cascode
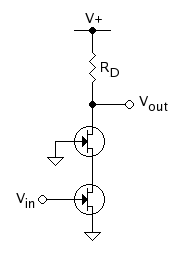
Transistor
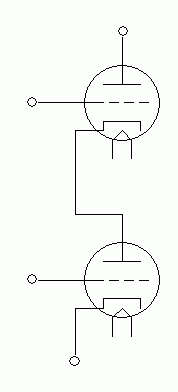
Triode